# Faith Hill
Audrey Faith Perry (Jackson, Mississippi, 1967. szeptember 21. –)  amerikai énekesnő. Sikereit főként a country műfajban érte el.

## Élete
Szülei adoptálták pár hetes korában, igazi szüleit felnőtt korában kutatta fel. Nevelőszülei két saját fiuk mellett Faith-t is elkötelezett keresztény szellemben nevelték. Már gyermekként énekes szeretett volna lenni, és tehetsége is korán megmutatkozott. Kezdetben a templomban énekelt vasárnaponként. A középiskola befejezése után elkezdte az egyetemet de rövidesen abba is hagyta. Nashville-be utazott, hogy énekesi karrierjét építhesse.
Titkárnőként dolgozott egy zenével foglalkozó vállalatnál (Gary Morris Company), ahol felfigyeltek a magának dúdolgató lányra és felajánlották neki, hogy a cégnél énekeljen fel demókat. Emellett kiegészítésként Gary Burr dalszerzőnek vokálozott, aki új dalait a nashville-i Bluebird Café-ban tartott koncertjein mutatta be. Férjhez ment Dan Hillhez, a vállalat zenei igazgatójához, akivel 1988-tól  1994-ig voltak házasok. Az egyik koncerten a Warner Bros. Records egyik igazgatója is jelen volt, aki felfigyelt Hill hangjára, és lemezszerződést ajánlott neki. Különleges hangjával, mely egyszerre érdes és érzelemgazdag, és dalainak gondos megválasztásának eredményeként Hill számos díjat nyert el (Country Music Association, Academy of Country Music, Grammy díjak, American Music Awards és a People's Choice Awards), valamint 35 millió lemezt adott el. A countryzenei listákon 8 dala és 3 albuma ért el első helyet.
Hill 1990-ben megkereste igazi anyját, akivel találkozott, és azután annak haláláig leveleztek.
Röviddel első lemezének megjelenése után elvált Dan Hilltől. Második férjét, Tim McGraw-t 1996 tavaszán, közös turnéjukon ismerte meg. Még abban az évben, október 6-án összeházasodtak, azóta is arra törekednek, hogy egyfolytában három napnál többet ne töltsenek egymás nélkül. Három lányuk született, Gracie Katherine (1997), Maggie Elizabeth (1998) és Audrey Caroline (2001). Legkisebb gyermeke születését követően Hill hat évig nem turnézott.

## Munkássága
Első albuma 1993-ban jelent meg Take me as I am (Fogadj el olyannak, amilyen vagyok) címmel. Az album első nagy sikere a Wild one (Vadóc) című dal volt, ezenkívül egy Janis Joplin-feldolgozás, a Piece of my heart (Szívem darabja) lett sikeres.
Második country albuma 1995-ben jelent meg It matters to me (Fontos számomra) címmel. Ezután három évig nem készített új lemezt, mely idő alatt McGraw-val családot alapított. Pihenője idején férjével énekelt egy duettet, It's your love címmel, mely hat hétig vezette a listát, és két díjat kapott (az Academy of Country Musictól és a Country Music Associationtől).
1998-ban a Faith (Hit) című albuma sokkal poposabb lett, mint az előzőek. A This kiss (Ez a csók) című dal egyből a listák elejére került.
1999-ben kiadott Breathe (Lélegzés) albuma még az előzőnél is nagyobb siker lett, címadó dala rögtön a listák élére került, és a The way you love me (Ahogy te szeretsz engem) című dal 57 hétig szerepelt a Billboard listáján. Három Grammy-díjat is nyert az album, köztük a legjobb country albumnak járót is.
2000 Karácsonyára került mozikba a Grincs című animációs film, aminek Faith énekelte a betétdalát Where are you christmas (Hol vagy Karácsony?) címmel. Ezt követte 2001 májusában a Pearl Harbor film betétdala, a There you’ll be (Ott leszel).
Ezután következett a 2001. szeptember 11-ei terrortámadások emlékére íródott There will come a day (Eljön majd egy nap) és egy válogatásalbum a legjobb dalaival.
2002-ben jelent meg a következő stúdióalbum Cry (Sírj) címmel, melynek Faith már a társproducere lett. Az albumon található dalokat kevesebbet játszották a rádiók, ennek ellenére világszerte 3,7 millió példány fogyott el belőle és Grammy-díjat is nyert.
2004-ben filmszerepet játszott a Frank Oz által rendezett Stepford wives (Stepfordi feleségek) című filmben, Nicole Kidman és Glenn Close egyik partnereként.
2005-ben jelent meg a Fireflies (Szentjánosbogarak) című album, ami visszatérést jelent a country gyökerekhez. A Mississippi girl című dal az első sláger a lemezről, és egyben Faith nyolcadik „number one” dala. Férjével, Tim McGraw-val előadott Like we never loved at all (Mintha sosem szerettünk volna) duettje pedig a legjobb countryduett díját nyerte el a Grammy díjátadáson. Az album már 2 millió példányban fogyott el.
2006-ban kezdték el a Soul to soul 2 (Lélektől lélekig) koncertturnéjukat férjével, szerte Amerikában. Faith zenéje a country, a rock, a rhythm and blues és a popzene ötvözetének izgalmas keveréke.
Szintén 2006-ra tervezett egy újabb válogatásalbuma megjelenését, Hits címmel és egy videóválogatást a legjobb videoklipjeiből.
2008-ban jelent meg első karácsonyi albuma Joy to the World címmel.

## Albumai
- Take Me As I Am (1993)
- It Matters To Me (1995)
- Faith (1997)
- Breathe (1998)
- Cry (2002)
- Fireflies (2005)
- Joy to the World (2008)
- The Rest of Our Life (with Tim McGraw) (2017)

## Fordítás
- Ez a szócikk részben vagy egészben  a   Faith Hill című angol Wikipédia-szócikk fordításán alapul.  Az eredeti cikk szerkesztőit annak laptörténete sorolja fel. Ez a jelzés csupán a megfogalmazás eredetét és a szerzői jogokat jelzi, nem szolgál a cikkben szereplő információk forrásmegjelöléseként.